# Coronasomnio
El coronasomnio, coronasomnia o covid-somnia son términos médico que describe los desórdenes del sueño asociados a la pandemia de COVID-19.
Engloba distintos problemas asociados con el descanso que han aparecido o se han agravado durante la pandemia, como el insomnio, disrupción en los ciclos de sueño-vigilia y empeoramiento de problemas preexistentes como apnea del sueño y síndrome de piernas inquietas.

## Etiología
Según los expertos, el coronasomnio tiene un origen multifactorial, aunque el principal causante parece ser el incremento en los niveles de estrés y ansiedad que está afectando a los diferentes mecanismos que regulan el sueño. 
Algunos de los aspectos reconocidos como causantes directos son:
- La alteración en nuestras rutinas diarias.
- La presión laboral, especialmente en los trabajadores sanitarios y todos aquellos que se ven directamente afectados por cambios constantes en sus lugares de trabajo debido a las regulaciones cambiantes, como son el sector de la educación, la restauración y el ocio nocturno.
- La incertidumbre económica y por el futuro.
- El miedo a la propia enfermedad.
- La sobreexposición mediática a la que está sometida la población con datos médicos y científicos sobre el coronavirus, algunos de los cuales son difíciles de entender o manejar para personas sin formación científica.

## Cuadro clínico
El coronasomnio no es un problema transitorio o meramente circunstancial. Lo que están observando los expertos es que suele producir insomnio crónico (duración superior a seis meses), difícil de recuperar. Este insomnio puede presentarse de diferentes maneras:
- Incapacidad de conciliar el sueño (más de 20 minutos desde el momento de acostarse)
- Despertares nocturnos frecuentes
- Levantarse con sensación de no haber descansado
- Despertarse demasiado temprano (antes de haber completado seis horas de sueño) y no poder volver a conciliar el sueño

### Consecuencias fisiológicas
La falta de un descanso tiene efectos a corto y a largo plazo. Entre los primeros, tenemos cansancio, irascibilidad y dificultad para concentrarse y memorizar, aspectos que influyen directamente en el desempeño laboral y en la vida personal.
Sin embargo, lo realmente preocupante son los posibles efectos a medio y largo plazo de esta falta de sueño:
- Problemas cardiovasculares: la evidencia científica demuestra que las alteraciones del sueño aumentan el riesgo de obesidad, hipertensión y enfermedades cardiovasculares como infartos de corazón e ictus.
- Cáncer: aunque la relación no es tan clara, algunos estudios apuntan que la fragmentación del sueño podría aumentar la frecuencia de algunos tipos de tumores, como el cáncer de mama.

### Consecuencias psicológicas
Otro aspecto importante a tener en cuenta son las consecuencias sobre la salud mental que puede producir o agravar el insomnio crónico generado por la pandemia. Varios estudios han observado que los problemas en el descanso aumentan el riesgo de enfermedades mentales, como la depresión y la ansiedad. Además, el problema es que estas patologías agravan el insomnio, creando un círculo vicioso difícil de romper.

## Origen y evidencia científica
Uno de los primeros estudios que evidenciaba la aparición de coronasomnio fue el realizado por la Universidad de Thessaloniki, Grecia, publicado en julio de 2020, que demostraba que la cantidad de personas que sufrían trastornos relacionados con la calidad del descanso había aumentado hasta alcanzar el 37% de la población, especialmente entre mujeres y habitantes de entornos urbanos.
Posteriormente se han publicado varios trabajos en los que se evalúa el impacto del coronasomnio a lo largo de estos últimos años a nivel mundial.
En España, se han realizado varios estudios que demuestran el incremento en los niveles de insomnio desde el inicio de la pandemia. Uno de los más interesantes recogió datos de 1.965 personas durante el primer medio año de pandemia. El estudio observó una incidencia general significativa de coronasomnio, especialmente marcada en el subgrupo de los profesionales sanitarios. En este grupo, los niveles de insomnio pasaban del 15% antes de la aparición del coronavirus al 40%.